# Einar Gundersen
Einar « Jeja » Gundersen (né le 20 septembre 1896 ; décédé le 29 octobre 1962) était un footballeur norvégien au poste d'avant-centre. Il fut l'un des premiers grands joueurs norvégiens de l'histoire. Auteur de plus de 200 buts en club, il a inscrit 26 buts lors de ses 33 sélections en équipe de Norvège entre 1917 et 1928. Il a notamment disputé les Jeux olympiques de 1920 avec la Norvège.